# Amarilis Savón
Amarilis Savón (n. 13 mai 1974, La Habana, Havana Province⁠(d), Cuba) este o sportivă ce a reprezentat Cuba, medaliată olimpică. A participat la 4 ediții ale Jocurilor Olimpice (1992, 1996, 2000, 2004) în care a câștigat două medalii de bronz.